# التعايش بين الديناصورات والبشر
تُعتبر فكرة التعايش بين الديناصورات غير الطيرية والبشر فكرة متكررة في الخيال التأملي. في العالم الحقيقي، لم تتعايش الديناصورات (باستثناء الطيور، أي الديناصورات الطيرية) مع البشر في أي وقت من الأوقات.
إن الفكرة القائلة بأن الديناصورات غير الطيرية والبشر تعايشوا بالفعل في وقت ما في الماضي أو في الوقت الحاضر هي من محض العلم الزائف والتاريخ الزائف الشائع بين المؤمنين بخلقية الأرض الفتية والمؤمنين بعلم دراسة الحيوانات الخفية وبعض المجموعات الأخرى. غالبًا ما يتعارض هذا الاعتقاد مع الفهم العلمي لسجل الحفريات والأحداث الجيولوجية المعروفة. الأدلة المفترضة المقدمة لفكرة أن الديناصورات غير الطيرية استمرت حتى العصر الحديث غالبًا ما يتبين أنها خدعة. حاول بعض المؤيدين تحديد صور لديناصورات في الأعمال الفنية القديمة أو في أوصاف الكريبتيدات، على الرغم من أن هذه الاكتشافات غالبًا ما تستند على أفكار قديمة أو غير صحيحة حول بيولوجيا الديناصورات ومظهر الحياة وغالبًا ما تتجاهل السياق الفني أو الثقافية.
يعتبر العلماء فكرة أن الديناصورات غير الطيرية نجت حتى يومنا هذا فكرة لا أساس لها، فجميع الحالات المعروفة لما يُسمى «الحفريات الحية» (مثل السيلكانث) بعيدة كل البعد عن أن تكون مماثلة للفقاريات الأرضية ذات الأجسام الكبيرة. تتطلب الفكرة سلالات شبحية غير مسبوقة لم تترك أحافير لعشرات الملايين من السنين في تناقض صارخ مع السجل الأحفوري الجيد نسبيًا للديناصورات والمجموعات الأخرى في حقبة الحياة الوسطى.

## الطيور
وفقًا للعلم السائد حاليًا فإن جميع الطيور هي ديناصورات تنحدر من وحشيات الأرجل ذات الريش. بهذا المعنى الواسع والأكثر تقنيًا للكلمة، فقد تعايش البشر مع الديناصورات منذ ظهور البشر الأوائل على الأرض. مع ذلك، بالمعنى الضيق والأكثر دلالة، يشير مصطلح «ديناصور» على وجه التحديد إلى الديناصورات غير الطيرية، التي انقرضت جميعها خلال انقراض العصر الطباشيري والباليوجيني قبل نحو 66 مليون سنة، في حين ظهر الجنس البشراني قبل نحو 3 ملايين سنة فقط، وبالتالي هناك عشرات الملايين من السنين بين آخر الديناصورات وأول البشر.
أضخم الطيور المعروفة التي تعايشت مع البشر هي طيور الموا في نيوزيلندا وطيور الفيل في مدغشقر. وصل ارتفاع أكبر طائر موا، المعروف باسم موا جنوب الجزيرة العملاق، إلى أكثر من 3.5 أمتار (11.5 أقدام). انقرضت كل طيور الموا وطيور الفيل بعد وقت قصير من وصول البشر إلى الجزر الخاصة بهم، على الأرجح نتيجة للصيد البشري. من غير الواضح ما إذا كان البشر قد تعايشوا مع طيور الرعب في أمريكا الجنوبية حيث يبدو أن معظم الأنواع (ربما جميعها) قد انقرضت بالفعل قبل وصول البشر. أضخم ديناصور طيري حي حاليًا هو النعامة.

## الأعمال الفنية والآثار

### التفسيرات الخاطئة
في بعض الحالات، فُسرت بعض الأعمال الفنية التاريخية على أنها تصور ديناصورات غير طيرية. على الرغم من وجود أعمال فنية تجسد تشابهًا سطحي مع بعض أنواع الديناصورات، فإن تحديدها على هذا النحو غالبًا ما ينطوي على تجاهل سياق العمل الفني نفسه وبيولوجيا الديناصورات. في بعض الأمثلة على الفن التاريخي، لا سيما من روما ومصر القديمتين، فُسرت بعض الأعمال الفنية من قبل المروجين للعلم الزائف على أنها ديناصورات، لكنها في الحقيقة تجسد تماسيح.
من الأمثلة التي يُستشهد بها في كثير من الأحيان في الفن التاريخي، هي منحوتة بحجم اليد في معبد تا بروهم، يُزعم أنها تجسد ستيجوصور. مع ذلك، من المرجح أن تكون سلسلة «اللوحات» على طول ظهر الحيوان عبارةً عن أوراق لوتس أو بتلات منمقة، والتي تظهر حول العديد من التجسيدات الحيوانية والبشرية الأخرى في الفن الكمبودي في العصور الوسطى، بما في ذلك منحوتات أخرى في نفس المعبد. بالإضافة إلى ذلك، صُور المخلوق برقائق أو قرون أذن كبيرة، والتي هي هياكل غير معروفة في الستيجوصورات.
مثال آخر هو مخلوق يشار إليه باسم كروكوديلوباردياليس («النمر التمساح») في فسيفساء النيل باليسترينا من القرن الأول قبل الميلاد. وصف بعض الخلقيين هذا المخلوق على أنه ديناصور من وحشيات الأرجل، على الرغم من أن الكروكوديلوباردياليس لا يشبهه على الإطلاق تقريبًا؛ إذ يمشي على أربع أرجل ويتمتع بكفين على غرار الثدييات.
قام بعض مؤيدي التعايش بين الإنسان والديناصورات بادعاء أن مخلوق موسووشو، في أساطير بلاد ما بين النهرين، هو ديناصور. يبدو أن روبرت كولدوي، مكتشف بوابة عشتار في بابل (التي تحتوي على صور لهذا المخلوق)، كان لديه مثل هذه الأفكار ووجد أن موسووشو مشابه لديناصور إغواندون في ذلك الوقت. حتى أن بعض مؤيدي علم دراسة الحيوانات الخفية الزائف يرفضون هذه الفكرة، نظرًا لأن شكل موسووشو يجمع بوضوح بين ميزات مختلفة لحيوانات متعددة في ترتيب لا يشبه شكل الديناصور.

### التزييف

#### آثار الاقدام
أحد الادعاءات التي قدمها بعض مؤيدي التعايش بين الإنسان والديناصورات هو ادعاء العثور على آثار أقدام ديناصورات جنبًا إلى جنب مع آثار أقدام بشرية، خصوصًا في نهر بالوكسي في تكساس. تبين أن جميع الآثار البشرية الصخرية المفترضة هي آثار ديناصورات أصبحت ممدودة بفعل التآكل وزُيفت عن عمد. هناك حالات موثقة لخلقيين قاموا بتغطية أجزاء من آثار الديناصورات بالرمال، قبل تصويرها بجودة منخفضة في العادة.
خلال فترة الكساد الكبير، بيعت بعض آثار الأقدام المنحوتة لتشبه أقدام الإنسان للسياح بالقرب من موقع مسار نهر بالوكسي. كشف عالم الحفريات رولاند تي. بيرد زيف هذه الآثار، على الرغم من أنها ساعدته في اكتشاف موقع الآثار الأصلي في عام 1940.